# Theridion tamerlani
Theridion tamerlani là một loài nhện trong họ Theridiidae.
Loài này thuộc chi Theridion. Theridion tamerlani được Carl Friedrich Roewer miêu tả năm 1942.